# Drepanis funerea
Mamo-preto ou mamo-negro (Drepanis funerea) é uma espécie extinta de ave passeriforme que era endêmica do Havaí. Foi descrita cientificamente por Alfred Newton em 1894.